# Sivry-Rance
Sivry-Rance (in vallone Chevri-Rance) è un comune belga di 4 673 abitanti, situato nella provincia vallona dell'Hainaut.